# Ward (Nowa Zelandia)
Ward – miasto w Nowej Zelandii, na Wyspie Południowej, w regionie Marlborough.